# Смирново (станция)
Смирново (железнодорожная станция)

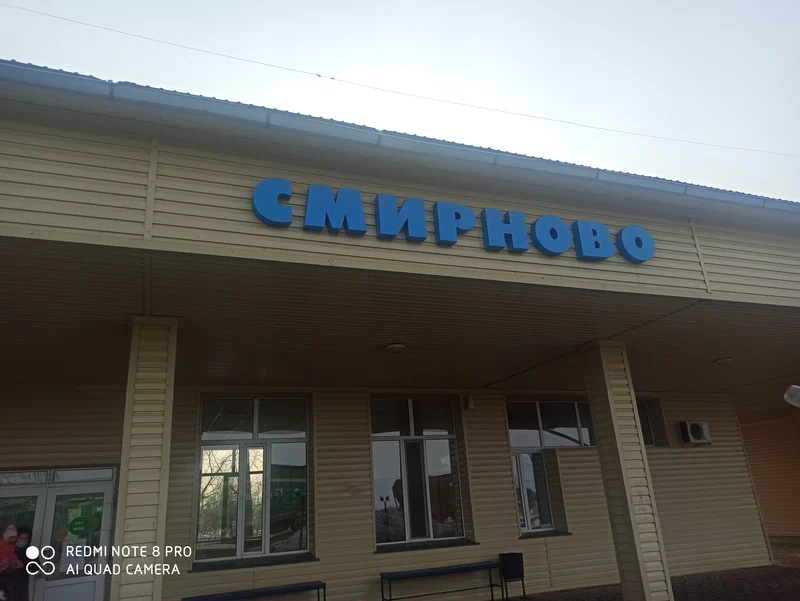

Смирново — внутренняя грузовая и пассажирская железнодорожная станция на территории Казахстанской железной дороги.  Данная станция является частью Трансказахской железнодорожной магистрали. Расположена в селе Смирново Аккайынского района Северо-Казахстанской области. Код станции по ЕСР — 687902, по ЕСРП — 68790.
Общая информация
Станция обслуживает как пассажирские, так и грузовые перевозки. Относится к Акмолинскому отделению дороги, линия Жанатурмыс — Кокшетау.

Пассажирское обслуживание

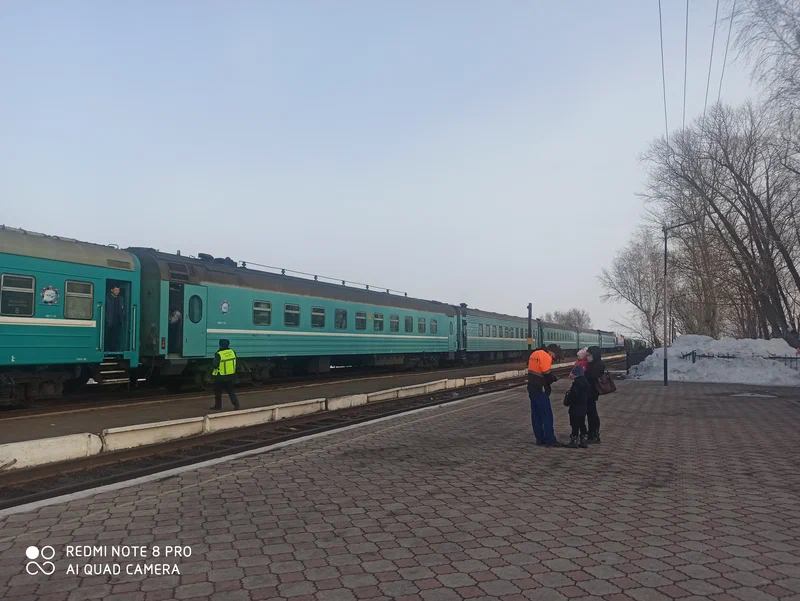

На станции осуществляется продажа билетов на поезда дальнего следования. Приём багажа не производится. Станция включена в расписание поездов, следующих по направлениям:
Алматы — Казань (и обратно), Астана — Петропавловск, Караганда — Москва, а также другие маршруты.
Расстояние до Астаны составляет около 3 084 км. Время в пути от станции Смирново до столицы — от 7 часов 20 минут до 10 часов и более. Ежедневно из Астаны проходят шесть поездов, первый из которых отправляется в 6:02, последний — в 22:35.
Грузовые операции
Станция осуществляет прием и выдачу вагонных и мелких отправок, включая операции на подъездных путях.

### История
Более 100 лет назад началось строительство железнодорожной линии Петропавловск – Кокчетав (ныне — Кокшетау). К 13 июля 1921 года путь был уложен до 42-й версты. Именно в этом месте была основана первая от Петропавловска станция, получившая название Дармин, с тремя запасными путями.
Станция сыграла важную роль в развитии транспортной сети региона. Известно, что большую помощь в строительстве линии Петропавловск – Кокчетав (в народе называемой «Петро-Кок») оказывал член коллегии Наркомпрода, чрезвычайный уполномоченный Александр Петрович Смирнов. Он был инициатором прокладки дороги, хорошо знал регион и лично руководил строительными работами.
В знак признания его заслуг, в апреле 1923 года станция Дармин была переименована в станцию Смирново.
1. ↑  Станция Смирново, Казахская ЖД. Онлайн справочник грузовых ЖД станций. Альта-Софт. Дата обращения: 23 июня 2025.
2. ↑  Яндекс. rasp.yandex.kz. Дата обращения: 23 июня 2025.
3. ↑  Купить ж/д билеты Астана – Смирново. https://tickets.kz/gd. Дата обращения: 23 июня 2025.
4. 1 2 3  Подарок – залог безопасности | Смирново. Дата обращения: 23 июня 2025.